# Capella del Sant Crist (Cardedeu)
La Capella del Sant Crist és una obra de Cardedeu (Vallès Oriental) inclosa a l'Inventari del Patrimoni Arquitectònic de Catalunya.

## Descripció
Petita capella, encaixada a l'angle de dues cases, de construcció o reconstrucció moderna, situada a la cruïlla que fan la fi del carrer T. Oller, el principi del carrer Hospital i el carrer sant Ramon. Les dimensions són d'uns dos metres i mig d'alçada per un metre d'ample i un altre de fons. Té una petita cúpula ovalada amb una creu de ferro al sostre. A dins hi ha una imatge del Sant Crist, espelmes enceses i flors més o menys pansides. Tot l'interior està enrajolat amb ceràmica policromada antiga. La porta és una reixa força convencional i contemporània.

## Història
La capelleta fou erigida per Mossèn Esteve Escariu, l'any 1699; el mateix rector que feu erigir la famosa Creu de Terme de la Vila. Abans hi havia una capella que ocupava tota l'amplada del carrer, en honor de Sant Pons, on se celebrà missa l'any 1776, però el 1867 fou enderrocada perquè era perillós pels transeünts i no va tornar-se a edificar. La capelleta del Sant Crist que hi havia a sota es va encastar a la casa del costat. La capelleta estava al llindar d'un petit hospital civil que hi hagué fins al segle xix.